# Несторий
Несто́рий (греч. Νεστόριος; после 381, Цезария Германикея, Сирия, Римская империя — около 451, оазис Ибиса, Египет, Восточная Римская империя) — известный церковный деятель, представитель Антиохийской богословской школы; архиепископ Константинопольский в 428—431 годах, предполагаемый автор одной из трёх литургий восточно-сирийского обряда. Его учение несторианство, эпонимом которого он стал, было осуждено как ересь на Эфесском (Третьем Вселенском) соборе в 431 году. Был в числе приглашённых на Халкидонский собор. В Ассирийской Церкви Востока почитается как святой в числе «греческих учителей» (malpānē yawnāyē) Церкви, в связи с чем у этой конфессии существует экзоним несторианство.

## Биография

### Происхождение
Несторий происходил из сирийского города Цезарии Германикейской, на Евфрате.
По древнему сирскому преданию, деды Нестория переселились из Парфянского царства в Сирийскую Самосату ещё язычниками и здесь уже стали христианами. От одного их сына родился Несторий, а от другого — блаженный Феодорит.
Наружности он был, как передают, благообразной и представительной. Небольшого роста, но с большими выразительными глазами и светло-рыжеватой шевелюрой. По характеру же он был честолюбив и отчасти вспыльчив (о чём свидетельствует Сократ Схоластик).
Учился Несторий в Германикии и даже одно время в Афинах. В Антиохии слушал лекции Феодора Мопсуестийского. Одно сирийское житие рассказывает, что Феодор, как профессор школы, хорошо знавший своего ученика Нестория, по случаю вызова Нестория в Константинополь напутствовал его и призывал быть умеренным и сдержанным, ибо, по житийному выражению, «никогда ещё женщина не рождала столь ревностного сына».

### Прибытие в Константинополь
Явившись в Константинополь, Несторий вообразил себя главным истребителем еретиков и считал, что должен заняться здесь генеральной чисткой. В своей речи, сказанной после возведения во епископат (10 апреля 428 года), обращённой к императору Феодосию II (покровительству императора он и был обязан этим саном), Несторий размашисто заявляет: «Дай мне землю, очищенную от еретиков, и я дам тебе небо», «Царь, раздави со мной еретиков, и я раздавлю с тобой персов». Уже через пять дней по вступлении в должность Несторий распорядился уничтожить арианскую церковь, которая функционировала в столице. Хотя заявлялось, что ариане якобы сами подожгли её и устроили большой пожар во всём квартале, всё же после этого городские низы прозвали Нестория «поджигателем».
Он самочинно начал реформирование литургии Константинопольской епархии и включил в неё много элементов литургии Церкви Востока. Это обидело клириков. Несторий не знал сирийского языка, который был не только языком Церкви Востока, но и вторым языком православных Византии (наряду с греческим), поэтому его реформирование было в высшей степени спорным. Поскольку Персия была главным противником Византии, то начали распространяться слухи, что это — не оплошность, а измена. Сирское жизнеописание Нестория говорит, что он воспретил с церковной кафедры театры, пение, концерты, танцы и атлетические состязания. После этого жители столицы не могли с абсолютным доверием относиться к своему новому предстоятелю. Грубую прямолинейность Несторий проявил и в деятельности верховного арбитра по целому потоку апелляционных дел, стекающихся в церковно-государственную столицу. Его великий предшественник Иоанн Златоуст уже потерпел неудачу именно на этом поприще. Несторий не понял этого урока. Он пытался подражать своему святому предшественнику. В очередном порядке на столе апелляционных дел лежало дело пелагианских епископов, изгнанных с Запада, и дела некоторых недовольных клириков из Александрии с жалобами на своего архиепископа Кирилла. Несторий забыл или, что более вероятно, не понял, что именно такого рода дела Иоанна Златоуста вызвали большую неприязнь к нему дяди нынешнего александрийского епископа, Феофила. Обидна была для самолюбия Александрии даже возможность попасть под суд Константинопольского «выскочки». Как прежде архиепископ Феофил, так и его племянник Кирилл решил затеять «превентивную войну» и не быть судимым, а самому судить Нестория. Помимо всего прочего, «простота» Нестория также мало импонировала утончённости Александрийской школы. Когда епископ Кирилл заметил следы того, что могло показаться неправославием, он начал действовать.

### Спор о Матери Божией
Ещё до Нестория, при Иоанне Златоусте, среди столичных богословов шли споры ο Матери Божией. Но ни Златоуст, ни другие епископы не видели нужды вмешиваться в спор. Однако Несторий решил вмешаться.
Уже Григорием Богословом было употреблено имя Богородица — Θεοτόκος: «ει τις ου Θεοτόκον την αγίαν Μαρίαν ύπολαμβάνει, χωρίς εστί της θεότητος» (перевод: «если кто не признаёт Марию Богородицею, то он отлучён от Божества» (Послание 3, к пресвитеру Кледонию, против Аполлинария — первое).
Ни в Александрии, ни в Риме не раздалось возражений. Но возражали сторонники Фотина Сирмийского: не могла Мария родить Божию Ипостась, она была только Человекородицей; c ними вели полемику аполлинаристы, утверждавшие, что Мария была только Богородицей и без каких бы то ни было оговорок; антиохийцы, поддерживая культ Богоматери, в то же время считали, что с богословской точки зрения нужны оговорки.
Несторий привёз с собой новых людей, из них пресвитер Анастасий начал полемику с амвона против словоупотребления «Богородица» без оговорок. Это вызвало возмущение аполлинаристов, а пресвитеры Прокл и Филипп ещё более усугубили положение Нестория, настроив против него его прежнюю главную покровительницу — сторонницу антиохийского богословия Пульхерию, сестру императора Феодосия II. Пошла молва: вот, мол, привлекли на кафедру соотечественника Павла Самосатского, он и привёз в столицу его старую ересь. Такого рода обвинение вывесил в портике храма св. Софии за своей подписью известный адвокат Евсевий, впоследствии епископ Дорилейский. Церковная общественность была взволнована. От них явилась дерзновенная депутация к Несторию, но Несторий заносчиво, не нисходя даже до разговоров с ними, отдаёт их под суд за непослушание, бросает в тюрьму и подвергает бичеванию, создавая себе этим новых и сильных врагов.
Учение Нестория есть повторение уроков Феодора Мопсуестийского и Диодора Тарсийского. Это отчётливое не только различение, но и разделение (διαιρω) двух природ (φυσεις) с двумя ипостасями. Христос есть и «Храм», и «живущий в нём Вседержитель Бог». И в этом же храме обитает и «сопоклоняемый человек (συμπροσκυνουμενος ανθρωπος) вместе с Богом». Но не два Христа или Сына, не άλλος και άλλος. Таким образом, единство Лица тут не расторгается.
При выяснении формы объединения Божественной и человеческой природ во Христе Несторий подчёркивает «соединение удерживающее» («ενωσις σχετική»), «соприкосновение в одном Лице» («συνάφεια εις ενός πρόσωπον»). Несторий называет это объединение «по достоинству». Эти выражения, говорит Несторий, обозначают единение столь тесное (ακρα συναφεια), что дальше его было бы или превращение (τροπή) Божества в человечество, или обожение (άποθέωσις) человечества, то есть поглощение человечества Божеством, или их слияние (σύγχυσις). Несторий не принимал αντιμεθίστασις των ιδιωμάτων (взаимозамену или взаимоперемещение именований), то есть он не понимал и не принимал того, что позднее было всё принято в латинском богословии и получило называние взаимообщения свойств (communicatio idiomatum), Божеских и человеческих.
Лишь имя «Христос» обозначает обе природы и лишь к нему можно применять и человеческие, и Божественные действия и признаки. Однако к имени Бог дозволительно только относить действия Божественные. К Христу, как человеку, — только предикаты человеческие. Нельзя сказать: «Предвечный младенец», «Бог питался млеком».
Спор об имени «Богородица» есть, таким образом, лишь частный случай так называемой «взаимозамены названий». Поэтому и Несторий, смягчая резкость выдвинутого им проповедника Анастасия, не поддержал термин «Человекородица», но и не отверг этого термина. Признал его только неполным. Вместо него предложил более полное наименование: Христородица.
Термины «Человекородица» и «Христородица» не являются запрещёнными и еретическими в Православной Христианской церкви, они являются не только допустимыми, но и нормативными, например, их употребляли в своих сочинениях святые Кирилл Александрийский и Иоанн Дамаскин.
По Несторию же, слово Богородица неточно, потому что оно порождает мысль, будто само Божество Христово получило своё начало от Девы Марии. Соглашаясь, что Христос и от зачатия был Богом, Несторий предпочитал слово Богоприимица — θεοδόχος. Ведь и всякая мать рождает только тело, а душа от Бога. Таким образом, и простая мать не душеродица, — ψυχοτόκος. Однако за пределами догматических рассуждений, в литургическом словоупотреблении, Несторий термин «Богородица» допускал (подразумевая, что смысл в него следует вкладывать именно не буквальный).

### Осуждение Нестория
Узнав об этом, Кирилл, находившийся в разрыве с римским епископом из-за дяди и предшественника своего Феофила (отлучённого папой Иннокентием I за гонения на Иоанна Златоуста), поспешил примириться с Римом и послал папе опровержение ереси Нестория, который и был осуждён на местном римском соборе. Папа уполномочил Кирилла действовать и от его (папы) имени и потребовать у Нестория отречения от его заблуждения в десятидневный срок. Перед тем александрийский патриарх обнародовал своё второе послание к Несторию, содержавшее обширный богословский трактат о догмате воплощения (так называемый том Св. Кирилла), а после соглашения с Римом свёл свой спор с Несторием к 12 положениям (анафематизмы), с которыми и отправил в Константинополь нескольких своих клириков.
Друг Нестория, патриарх антиохийский Иоанн I, советовал ему подчиниться. Несторий торжественно объявил, что он готов допустить именование «Богородица», поскольку рождённый от Девы человек Иисус был соединён с Богом-Словом. Созванный императором (в 431 году) собор в Эфесе, после различных перипетий и осложнений (см. Эфесский собор), привёл к окончательному осуждению Нестория. Решение собрания сторонников Кирилла было объявлено Несторию в свойственной средневековью витиеватой форме: «Святой собор, собранный благодатью Божией, по повелению благочестивейших и христолюбивейших наших императоров, в митрополии Ефесе, Несторию, новому Иуде. Знай, что ты, за нечестивые твои проповеди и противление канонам… низложен и лишён церковной степени». Параллельный собор епископов Константинопольской и Антиохийской церкви его не наказал, но чтобы примирить обе партии и закончить смуту, Несторий сам ушёл от дел и удалился в монастырь св. Евпрепия (близ Антиохии). Через какое-то время на последователей его было воздвигнуто жестокое гонение, принудившее многих из уцелевших бежать в Персию, где они долго пользовались особым покровительством Церкви Востока. Затем и сам Несторий был сослан в отдалённый египетский оазис Ибис, где через несколько лет ссылки умер, произнеся последние слова «в руки Твои предаю дух мой», хотя уже был приглашён на Халкидонский собор наблюдать за поражением своих противников. По мнению историка и богослова РПЦ Антона Карташёва, «если бы все без всяких дебатов цитированные речи и выражения Нестория были рассмотрены при живых комментариях самого их автора, а не измерены другой богословской меркой, то они могли бы быть оправданы как православные».
Сам Несторий верил в свою правоту, до конца своих дней он сумел сохранить свои душевные силы.

## Учение Нестория
Учение Нестория является вариантом развития учения Антиохийской богословской школы, к которой он принадлежал. При этом ошибочно считается, что Несторий был основателем учения, называемого в западных, но не восточных, языках несторианством и исповедуемого Ассирийской церковью Востока и Древней Ассирийской церковью Востока. В действительности несторианство появилось через сотни лет после смерти Нестория благодаря деятелю Ассирийской церкви Востока Мар Бабаю Великому как синтез учения Нестория и восточно-сирийского богословия.
Подчёркивая, что Христос познаётся в двух естествах, как Бог и человек, Несторий учил, согласно со многими ранними отцами Церкви (бывшими до него), что Спаситель есть одновременно и Бог и человек. Полноту совершенства двух естеств Несторий видит в ипостасном характере бытия обеих природ в Нём, то есть в двух ипостасях, которые во Христе находятся в неразлучном и несмешанном союзе, составляя единое сложное «Лицо единения» Христа. Это «Лицо единения», однако, состоит из двух лиц от каждой ипостаси, что позволяет Несторию говорить о том, что даже в самом соединении «существуют два Лица — Тот, Кто облачился и Тот, Кто облачён». Тем самым, ряд исследователей постулируют, что «Лицо единения» не имеет фундаментального онтологического единства, поскольку образуется через постоянный обмен лиц между божеством и человечеством Христа, как это описывается самим Несторием «Божество пользуется Лицом человечества и человечество Лицом Божества, и, таким образом, мы говорим — одно Лицо двух».
Отрицая учение о Богородице, Несторий писал:
От плоти может родиться только плоть, и Бог, как чистый дух, не мог быть рождён женщиной; создание не могло родить Создателя.
Мария родила только человека, в котором воплотилось Слово; она родила человеческое орудие нашего спасения. Слово приняло плоть в смертном человеке, но само оно не умирало, а, напротив, воскресило и того, в ком воплотилось.

### Несторий о своём учении в «Базаре Гераклида» (The Bazaar of Heracleides)
В 1908 году доктор Бетюн-Бекер опубликовал работу «Несторий и его учение. Новый взгляд», где также был представлен перевод с сирийского недавно найденной в Ираке (Курдистан) работы Нестория. Для того, чтобы уяснить о чём учил Несторий, важно понять с чем он был согласен и что защищал, а что отрицал и с чем боролся. В этом как раз и помогает его работа:
1. Он отрицал учение о том, что единство Христа было результатом смешения двух элементов (человеческое и божественное) по воле внешнего «создателя»
2. Он отрицал учение о том, что Воплощение было осуществлено замещением человеческого божественным (или наоборот) или формированием третьего (tertium quid) из этих ousia
3. Он отрицал учение о том, что божественное проявлялось во Христе так же, как в святых
4. Он отрицал учение о том, что божественное, как и человеческое во Христе было видимым или кажущимся, не реальным
5. Он отрицал учение о том, что Воплощение привело к каким-либо изменениям в божественном или к каким-либо страданиям Божественного Логоса, которое — как божественное — по природе бесстрастно
6. Он отрицал учение, что единство двух природ во Христе привело к какой-либо двойственности сыновства
7. Он соглашался с учением, что единство — это добровольное единство божественного и человеческого
8. Он соглашался с учением, что принцип единства находится в просопа (греческое множественное число от просопон; о данном понятии Боэций замечал, что латинское слово лат. persona является переводом греческого слова др.-греч. Προσωπον — «личина, внешность, лицо»: «Latini personam et Graeci prosopa nuncupaverunt» — «по-латински персоной и по-гречески просопой называли» (Boet. Contr. Eutych. 3).; впрочем, вопрос о направлении заимствования либо равнобежном раскрытии терминов в двух древнейших письменных языках до конца не прояснён) божественного и человеческого; эти два просопа объединились в один просопон Христа воплощённого
9. Он соглашался с учением, что только эта точка зрения даёт основание для реального воплощения, делает возможным веру в истинное искупление, и предоставляет обоснование благодатности церковных таинств

Становится ясно, что суть вопроса об учении Нестория может быть найден в восьмом пункте этих тезисов. Вся сложность заключается в понятии просопон. И не следует ставить знак равенства между понятием просопон у Нестория и ипостасью, поскольку во время Нестория данная трактовка ещё не была общеупотребительной. Его собственная теория может быть сформулирована так: «Христос — это вечный союз Логоса и Сына Марии, принцип союза в том, что просопон каждого был взят другим так, что есть один просопон из союза двух». Если знать точно, что имел в виду Несторий под словом просопон, можно было бы точно знать, как он думал о Воплощении и тогда можно решить, являются ли логические следствия его учения «несторианскими» (в строгом смысле этого слова, то есть учением Нестория) или православными. Но совершенно очевидно, что он не хотел учить тому, что сейчас называется несторианством.
Некоторое истолкование взглядов Нестория можно почерпнуть у других вероучителей. Так, его противник святой Кирилл Александрийский в противовес несторианскому учению о единении двух «природных» Лиц утверждает, что нельзя приписывать вочеловечение никому из Лиц Троицы кроме Лица Сына, и нельзя утверждать, что единение природ происходит в одном Лице.

## Сочинения
- Несторий. Книга Гераклида Дамасского (избранное). / Пер. с сир. и прим. Н. Н. Селезнёва. // Волшебная гора: Традиция, религия, культура. 12, 2006. С. 66-82.